# العلاقات التشيكية التوغوية
العلاقات التشيكية التوغولية هي العلاقات الثنائية التي تجمع بين التشيك وتوغو.

## مقارنة بين البلدين
هذه مقارنة عامة ومرجعية للدولتين:
| وجه المقارنة                                              | التشيك                                                                            | توغو            |
| --------------------------------------------------------- | --------------------------------------------------------------------------------- | --------------- |
| المساحة (كم2)                                             | 78.87 ألف                                                                         | 56.78 ألف       |
| عدد السكان (نسمة)                                         | 10.52 مليون                                                                       | 7.80 مليون      |
| الكثافة السكانية (ن./كم²)                                 | 133.38                                                                            | 137.37          |
| العاصمة                                                   | براغ                                                                              | لومي            |
| اللغة الرسمية                                             | اللغة التشيكية                                                                    | لغة فرنسية      |
| العملة                                                    | كرونة تشيكية، كرونة تشيكوسلوفاكية                                                 | فرنك غرب أفريقي |
| الناتج المحلي الإجمالي (بليون دولار)                      | 215.73 مليار                                                                      | 4.81 مليار      |
| الناتج المحلي الإجمالي (تعادل القوة الشرائية) بليون دولار | 356.15 مليار                                                                      | 10.67 مليار     |
| الناتج المحلي الإجمالي الاسمي للفرد دولار أمريكي          | 17.55 ألف                                                                         | 559             |
| الناتج المحلي الإجمالي للفرد دولار أمريكي                 | 31.19 ألف                                                                         | 1.43 ألف        |
| مؤشر التنمية البشرية                                      | 0.878                                                                             | 0.484           |
| رمز المكالمات الدولي                                      | +420                                                                              | +228            |
| رمز الإنترنت                                              | .cz                                                                               | .tg             |
| المنطقة الزمنية                                           | ت ع م+01:00، ت ع م+02:00، توقيت وسط أوروبا، توقيت وسط أوروبا الصيفي، أوروبا/براغ ‏ | 00              |

## منظمات دولية مشتركة
يشترك البلدان في عضوية مجموعة من المنظمات الدولية، منها:
| علم المنظمة | اسم المنظمة                               | تاريخ انضمام التشيك | تاريخ انضمام توغو |
| ----------- | ----------------------------------------- | ------------------- | ----------------- |
|             | مؤسسة التنمية الدولية                     | 1993                | 21 أغسطس 1962     |
|             | يونسكو                                    | 22 فبراير 1993      | 17 نوفمبر 1960    |
|             | مؤسسة التمويل الدولية                     | 1993                | 4 سبتمبر 1962     |
|             | منظمة حظر الأسلحة الكيميائية              | ?                   | ?                 |
|             | الأمم المتحدة                             | 19 يناير 1993       | 20 سبتمبر 1960    |
|             | الاتحاد الدولي للاتصالات                  | 1993                | 14 سبتمبر 1961    |
|             | منظمة الشرطة الجنائية الدولية             | ?                   | ?                 |
|             | البنك الدولي للإنشاء والتعمير             | 1993                | 1 أغسطس 1962      |
|             | الاتحاد البريدي العالمي                   | ?                   | ?                 |
|             | المركز الدولي لتسوية المنازعات الاستشارية | 22 أبريل 1993       | 10 سبتمبر 1967    |
|             | وكالة ضمان الاستثمار متعدد الأطراف        | 1993                | 15 أبريل 1988     |
|             | منظمة التجارة العالمية                    | ?                   | ?                 |

## وصلات خارجية
- موقع وزارة الخارجية التشيكية